# Riu Kamtxatka

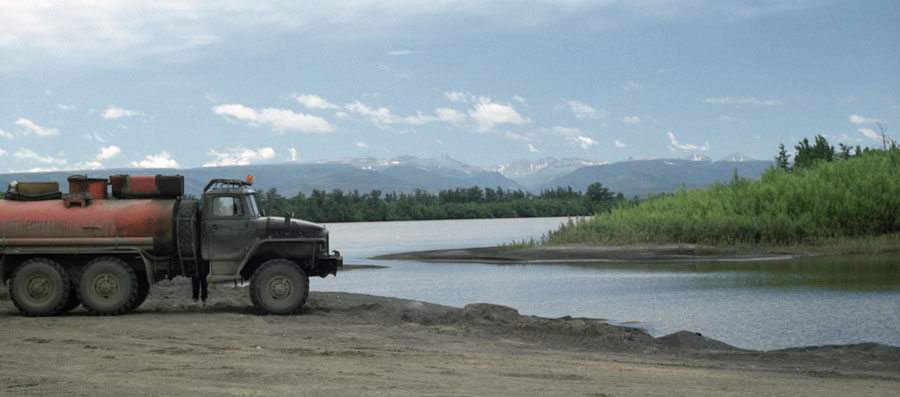
vista del Kamtxatka

El riu Kamtxatka (rus:  Камчатка) travessa el krai de Kamtxatka (Rússia) fins a l'oceà Pacífic. Té una llargada de 758 km i drena una conca de 55.900 km².
El riu Kamtxatka té la seva font en la Cadena Central (Sredny khrebet), una mena de «columna vertebral» de la península Kamtxatka de la qual és el riu més gran. Discorre un curt tram en direcció sud, però de seguida gira cap al nord-est, en un tram inicial de muntanya amb nombrosos ràpids. S'endinsa aigües avall a la plana central de la península, la depressió localitzada entre els massissos Central i Oriental i es converteix en un riu de plana, amb nombrosos braços, illes i meandres canviants i serpentejants. Passa pels petits assentaments de Pustxino, Krasnoie Zharmia, Milkovo, Kirganik, Mashura, Dolinovska, Rubikovo, Makarka, Sredne-Kamchatsk, Krapivnaia, Kozirevsk, Granevo, Kamenska, Ushki, Kozirevskii, Krasni lar i Kresti.
Després torna cap a l'est per rodejar el volcà Kliutxevskoi (4.750 m), entrant en el seu tram final, en el qual després d'arribar a Kamaki, talla netament la cadena Oriental i surt al vessant oriental, ja prop de la costa. Contínua per Obujovo, Berezovii lar, Nikolaievska i al port de Ust-Kamtxatsk (4.400 hab. est. el 2007), l'únic assentament d'importància de tot el seu curs, situat a la desembocadura. El riu desemboca mitjançant un delta amb nombrosos canals molt canviants, separats per sorra i còdols, que en la seva part posterior connecta amb el llac Nerpitxim, el llac més gran de Kamtxatka. El delta comunica amb el golf de Kamtxatka, al Pacífic Nord (gairebé en el límit amb el mar de Bering).

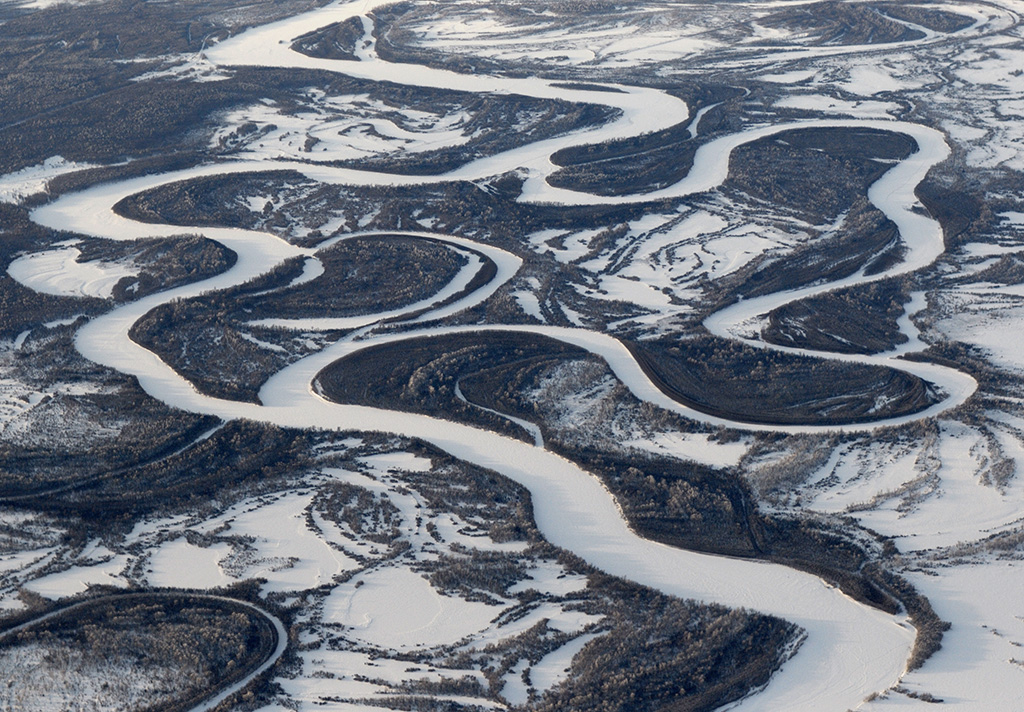
Meandres del Kamtxatka

El riu és navegable en un tram de 486 km des de la boca, encara que es veu afectat per un període de gelades més aviat llarg, que va de mitjans de novembre a abril-maig.
El riu té molts afluents, sent els principals els rius Kensol, Andrianovka, Zhupanka, Kozyrevka, Kitilgina, Urts, Kirganik, Kavitxa i Bol'shaia Kimitina.
El riu és molt ric en salmons que remunten el riu cada any per milions, i que abans constituïen una de les bases de l'alimentació de la població indígena dels itelmens.